# Districtul Hermel
Districtul Hermel (în arabă قضاء الهرمل) este un district în Guvernoratul Baalbek-Hermel din Liban. Populația sa este estimată la 48.000 de locuitori, terenurile sale semi-aride contribuind la densitatea scăzută a populației. Se învecinează cu districtul Akkar și districtul Miniyeh-Danniyeh la vest, districtul Baalbek în sud și est și cu Siria la nord.
Reședința districtului Hermel este orașul Hermel.
Pe 3 ianuarie 2021, o explozie la o unitate de depozitare a combustibilului din orașul Al-Qasr a rănit 10 persoane.